# Fenerbahçe İstanbul (Frauenbasketball)
| Fenerbahçe Bayan Basketbol Takımı | Fenerbahçe Bayan Basketbol Takımı       |
| --------------------------------- | --------------------------------------- |
| Fenerbahçe Bayan Basketbol Takımı |                                         |
| Vereinsdaten                      |                                         |
| Gegründet                         | 1954                                    |
| Vereinsfarben                     | Gelb-Blau                               |
| Halle                             | Caferağa Spor Salonu (Kapazität: 1.500) |
| Vereinsführung                    |                                         |
| Präsident                         | Ali Koç                                 |
| Teammanager                       | Arzu Özyiğit                            |
| Trainer                           | Miguel Méndez                           |
| Co-Trainer                        | Ümit Dahar & Emir Pozam                 |
| Kontakt                           |                                         |
| Website                           | Fenerbahçe                              |

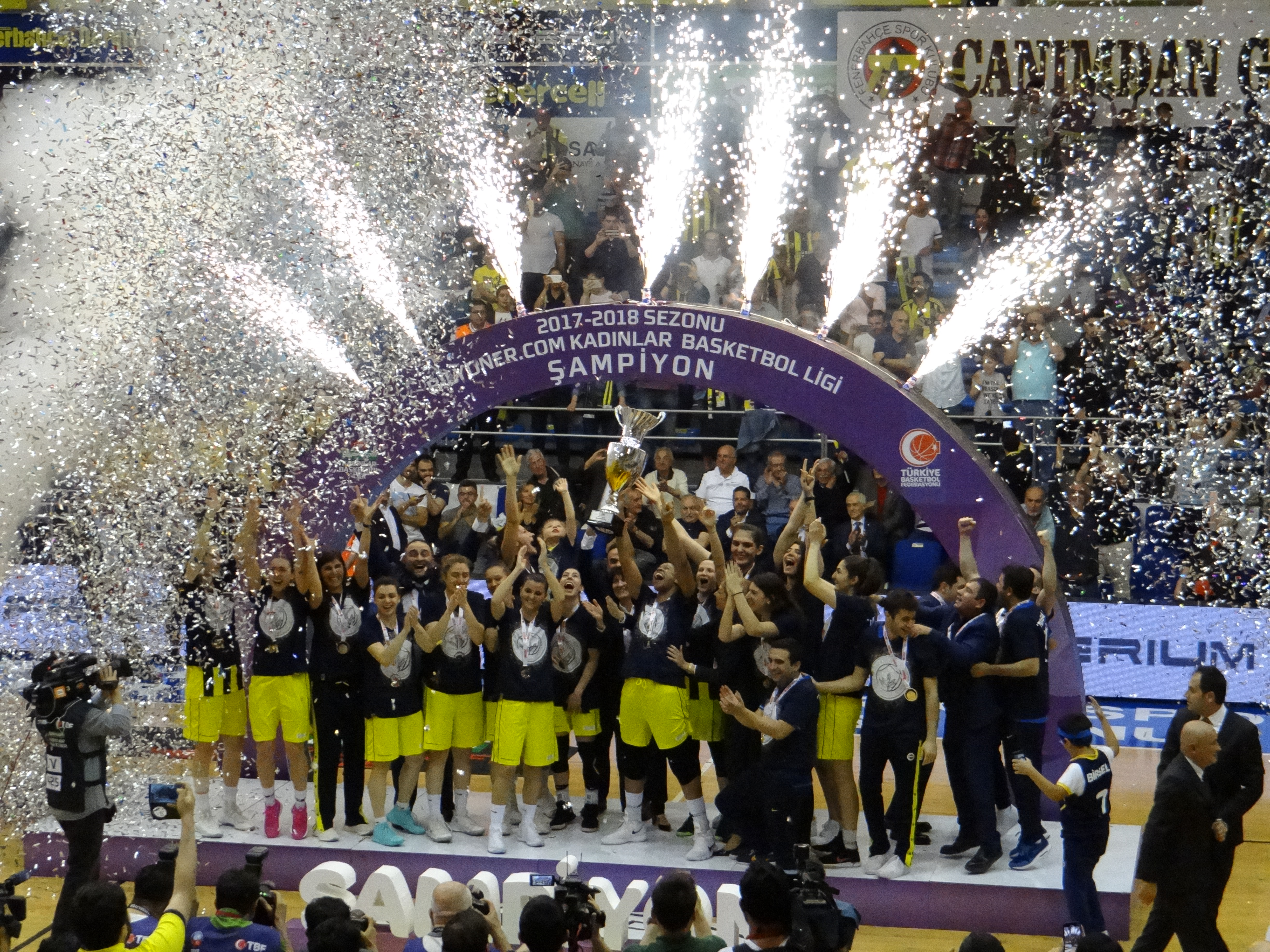

Fenerbahçe Kadın Basketbol Takımı ist ein türkischer Basketballverein und repräsentiert die Frauen-Basketballabteilung des Sportvereines Fenerbahçe SK.

## Gründung
Fenerbahçe wurde als erste Frauen-Basketballmannschaft im Jahre 1954 in Zusammenarbeit mit der Çamlıca Mädchengymnasium (Çamlıca Kız Lisesi) gegründet. Sofort im Anschluss gründeten vier weitere Mannschaften ebenfalls eine Frauen-Basketballmannschaft und in der Saison 1954/55 nahm İstanbul Kadınlar Basketbol Ligi seinen Betrieb auf. Diese Kooperation beinhaltete auch eine Frauen-Volleyballabteilung.

## Erfolge

### Erfolge (Türkei)
Türkische Basketballmeisterschaft der Frauen
- Meister (17): 1998-99, 2001-02, 2003-04, 2005-06, 2006-07, 2007-08, 2008–2009, 2009-10, 2010-11, 2011-12, 2012-13, 2015-16, 2017-18, 2018-19, 2020-21, 2021-22, 2022-23
- Zweiter (8):1990-91, 1991-92, 1994-95, 1995-96, 1999–2000, 2000-01, 2004-05, 2013-14

Türkischer Basketballpokal der Frauen
- Meister (9): 1998-99, 1999-00, 2000-01, 2003-04, 2004-05, 2005-06, 2006-07, 2007-08, 2008-09
- Finalteilnahme (5): 1994-95, 2009-10, 2011-12, 2012-13, 2013-14

Cumhurbaşkanlığı Kupası
- Meister (9): 1998-99, 1999-00, 2000-01, 2003-04, 2004-05, 2006-07, 2009-10, 2011-12, 2013-14
- Finalteilnahme (5): 1994-95, 2001-02, 2005-06, 2007-08, 2008-09

Türkiye Şampiyonası
- Meister (1): 1956
- Zweiter (1): 1959

İstanbul Ligi
- Meister (5): 1955, 1956, 1957, 1958, 1959
- Zweiter (9): 1960, 1961, 1962, 1963, 1964, 1965, 1966, 1967, 1968

İstanbul Birinci Küme
- Meister (4): 1981-82, 1984-85, 1988-89, 1989-90
- Zweiter (1): 1980-81

Birinci Lige Terfi Müsabakaları
- Zweiter (1): 1990
- Dritter (2): 1985, 1989

Gençlik ve Spor Genel Müdürlüğü Kupası
- Meister (1): 1991
- Zweiter (1): 1992

### Erfolge (Europa)
FIBA Frauen Euroleague
- Erster (1): 2022-23
- Zweiter (2): 2012-13, 2013-14
- Vierter (1): 2011-12
- 5-mal Viertelfinale: (2006-07, 2007-08, 2008-09, 2009-10, 2010-11)

FIBA Frauen EuroCup
- 2-mal Final Four (2003-04, 2004-05)
- Zweiter (1): 2004-05
- Vierter (1): 2003-04

### Erfolge (Diverses)
- Fenerium Turnuvası Kupası (6): 2004, 2005, 2006, 2007, 2008, 2010
- Rektör Cıvaoğlu Kupası (1): 1956
- Urla Gençlik Kupası (2): 1990, 1991
- KKTC Uluslararası Gönyeli Kupası (1): (1991)